# BulgariaSat-1
BulgariaSat-1 — геостационарный спутник связи, принадлежащий болгарскому спутниковому оператору, компании BulgariaSat. Первый спутник такого типа для Болгарии. Предназначен для предоставления услуг непосредственного спутникового вещания (телевидение и широкополосный доступ в интернет) для Балканского региона и других стран Европы. 46 % мощностей спутника будут использоваться ведущим болгарским телекоммуникационным провайдером, компанией Bulsatcom, для предоставления услуг в Болгарии и Сербии.
Построен на базе космической платформы SSL-1300 компанией Space Systems/Loral, контракт на создание спутника подписан в сентябре 2014 года. Стартовая масса спутника составляет 3669 кг. Ожидаемый срок службы спутника — не менее 15 лет, ожидается, что за счёт улучшенной орбиты выведения, срок работы будет повышен до 18 лет.
На спутник установлено 32 транспондера Ku-диапазона.
BulgariaSat-1 будет располагаться на орбитальной позиции 2° восточной долготы.
Соглашение с компанией SpaceX на запуск своего спутника компания BulgariaSat подписала ещё в 2006 году, в 2014 году запуск ракетой-носителем Falcon 9 был утверждён как часть контракта со Space Systems/Loral. 5 марта 2017 года было объявлено, что при этом запуске будет повторно использована первая ступень, которая приземлилась на плавающую платформу «Just Read the Instructions» в январе 2017 года, после запуска 10 спутников Iridium NEXT.
Запланированный на 19 июня запуск был отложен для замены пневматического клапана головного обтекателя ракеты-носителя.

Запуск осуществлен 23 июня 2017 года, в 18:10 UTC, со стартового комплекса LC-39A, расположенного в Космическом центре имени Кеннеди. Спустя 34 минуты после запуска спутник был выведен на суперсинхронную геопереходную орбиту с параметрами 212 × 65 512 км, наклонение 24,1°. Первая ступень жёстко, но успешно приземлилась на платформу «Of Course I Still Love You», почти полностью использовав сминаемые зоны деформации посадочных опор для погашения избыточной скорости при касании поверхности. Условия обратного входа ступени в атмосферу были наиболее тяжёлыми, по сравнению с предыдущими запусками, посадочный импульс выполнялся тремя двигателями.

## Фотогалерея

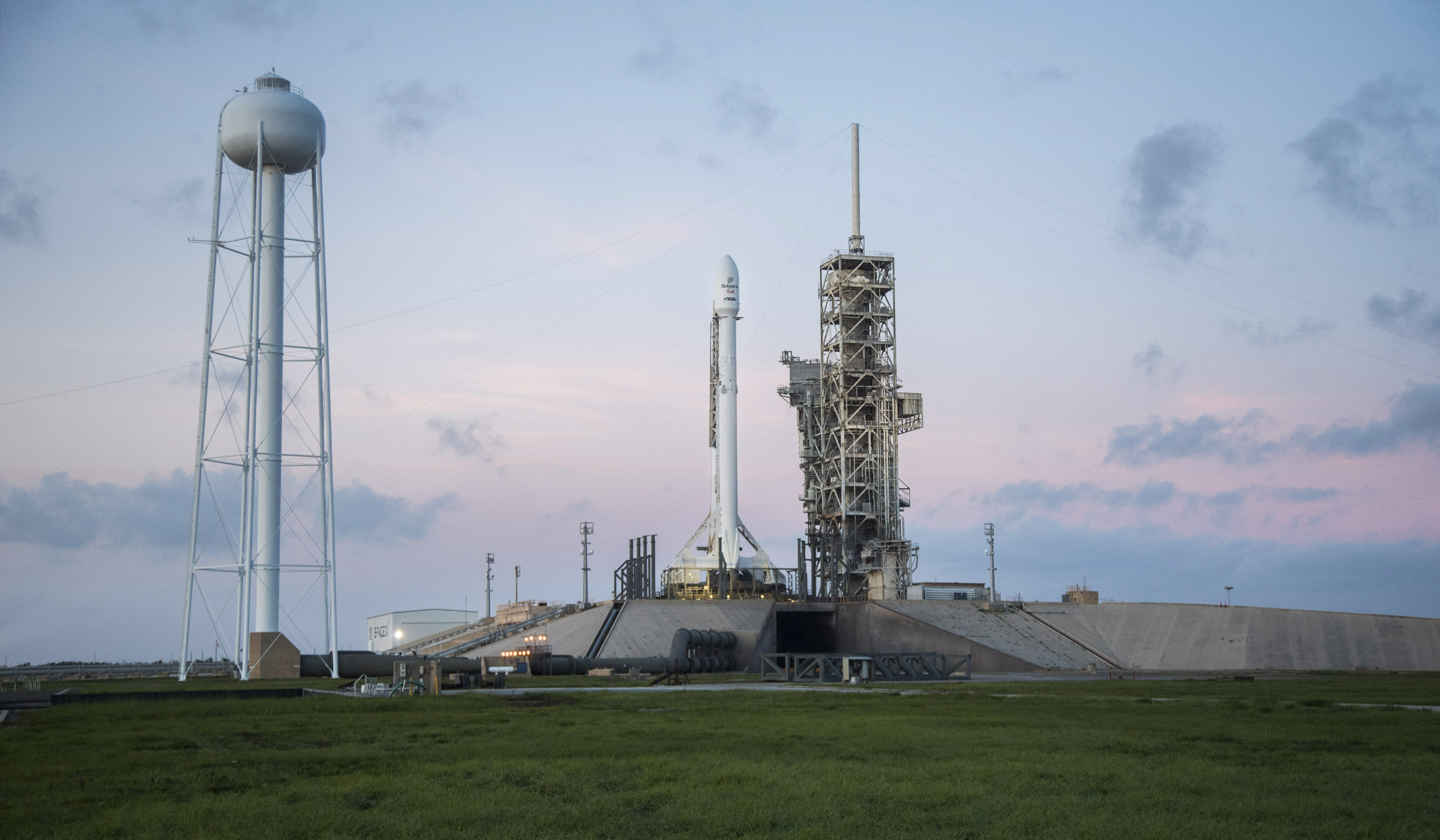
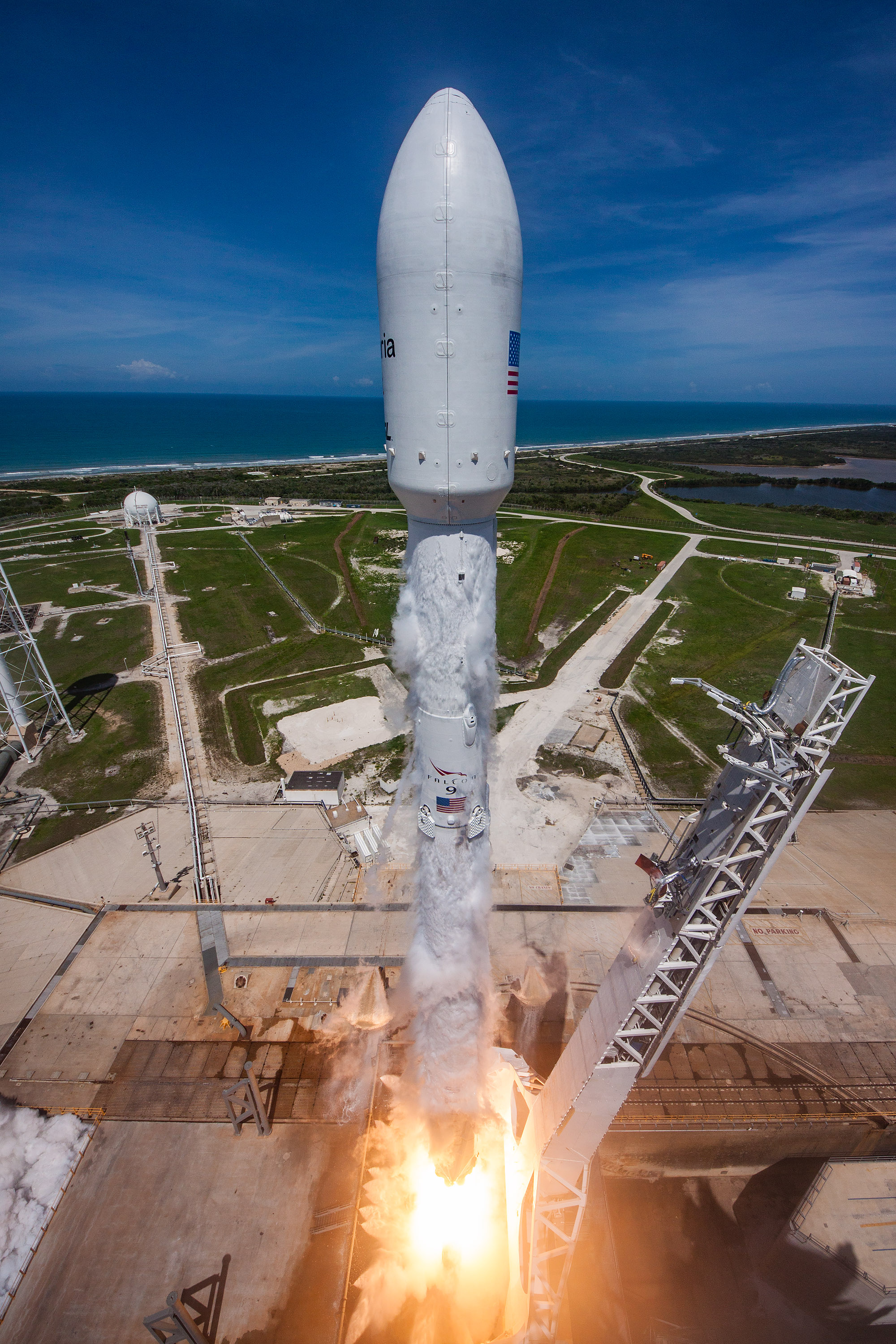
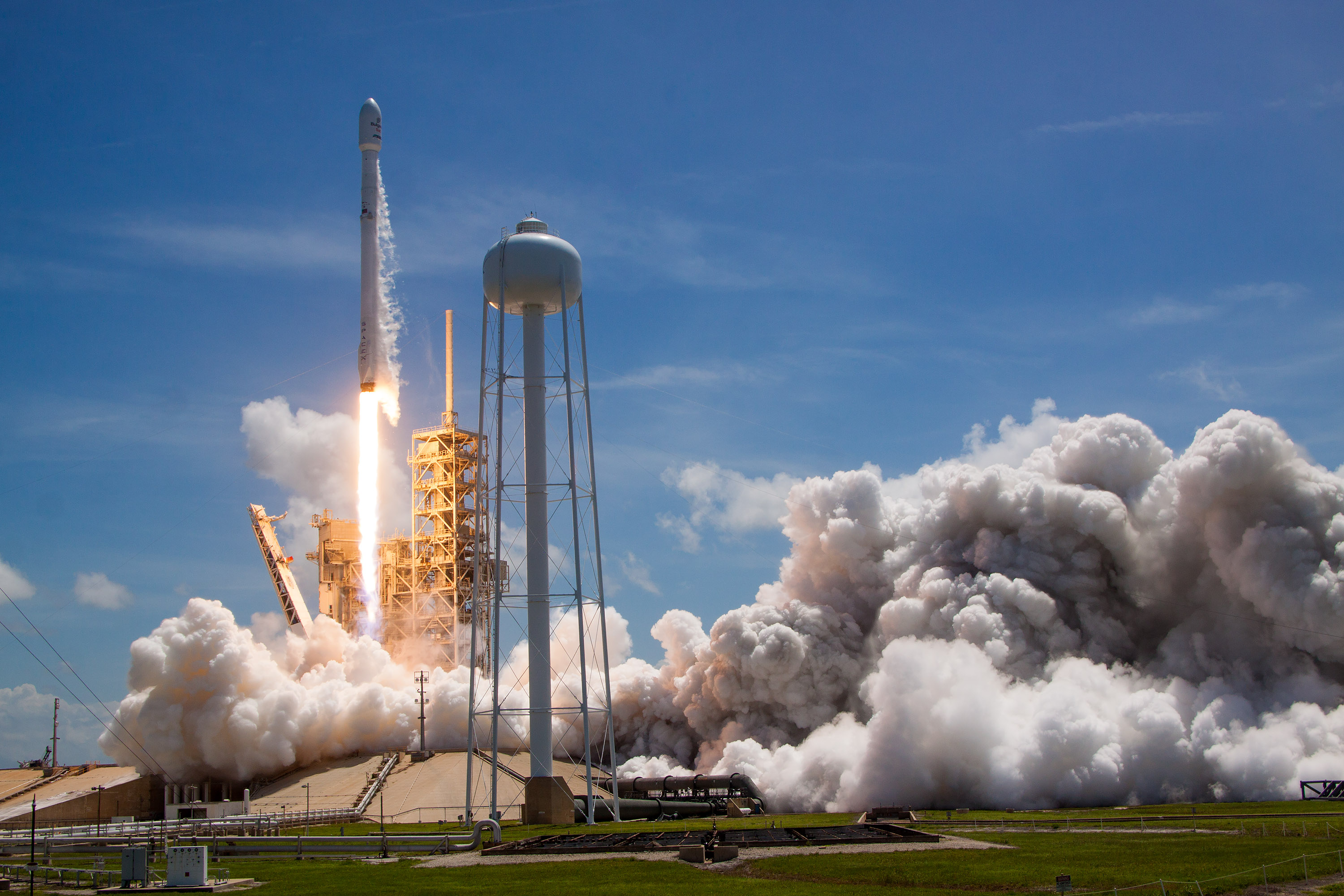

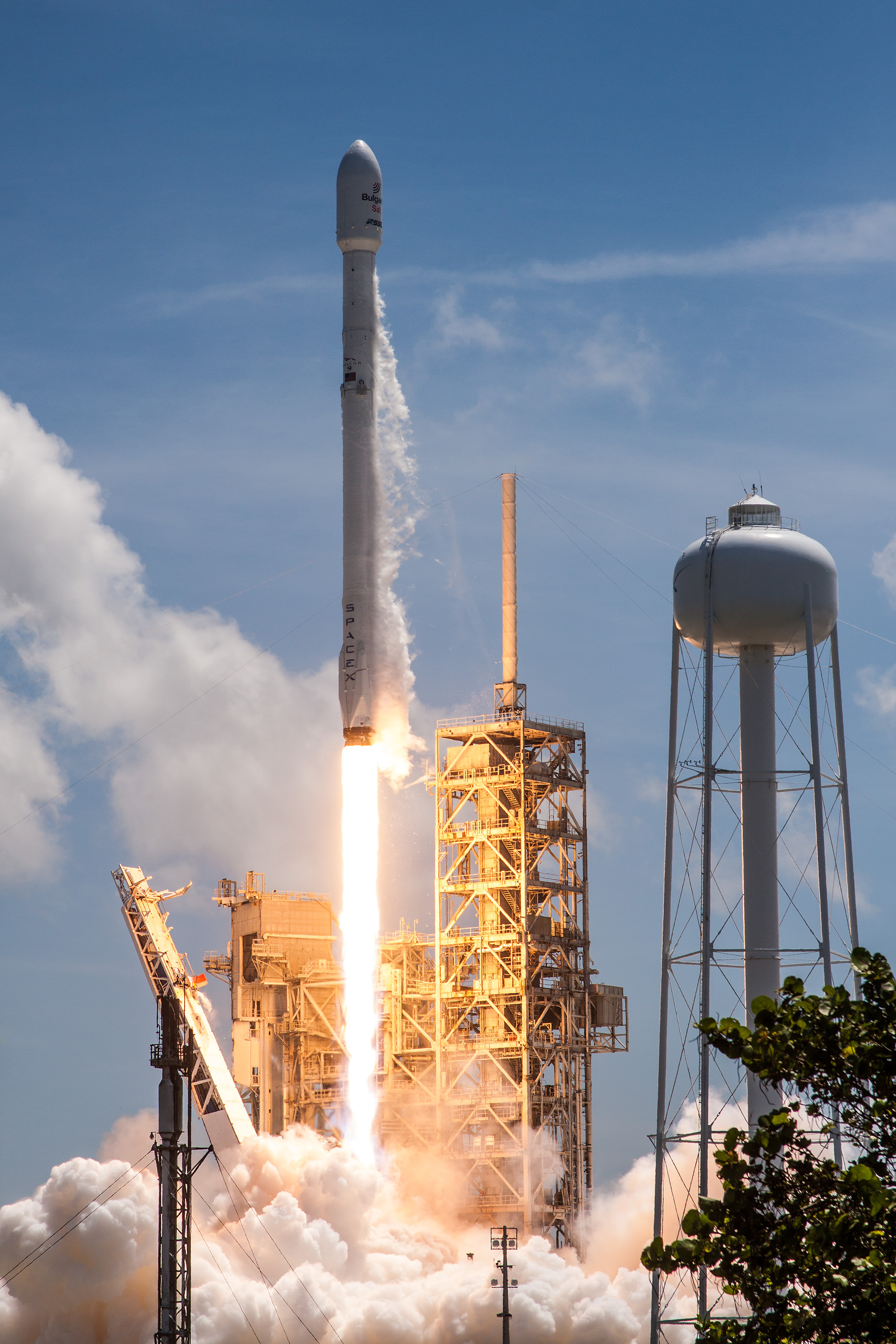
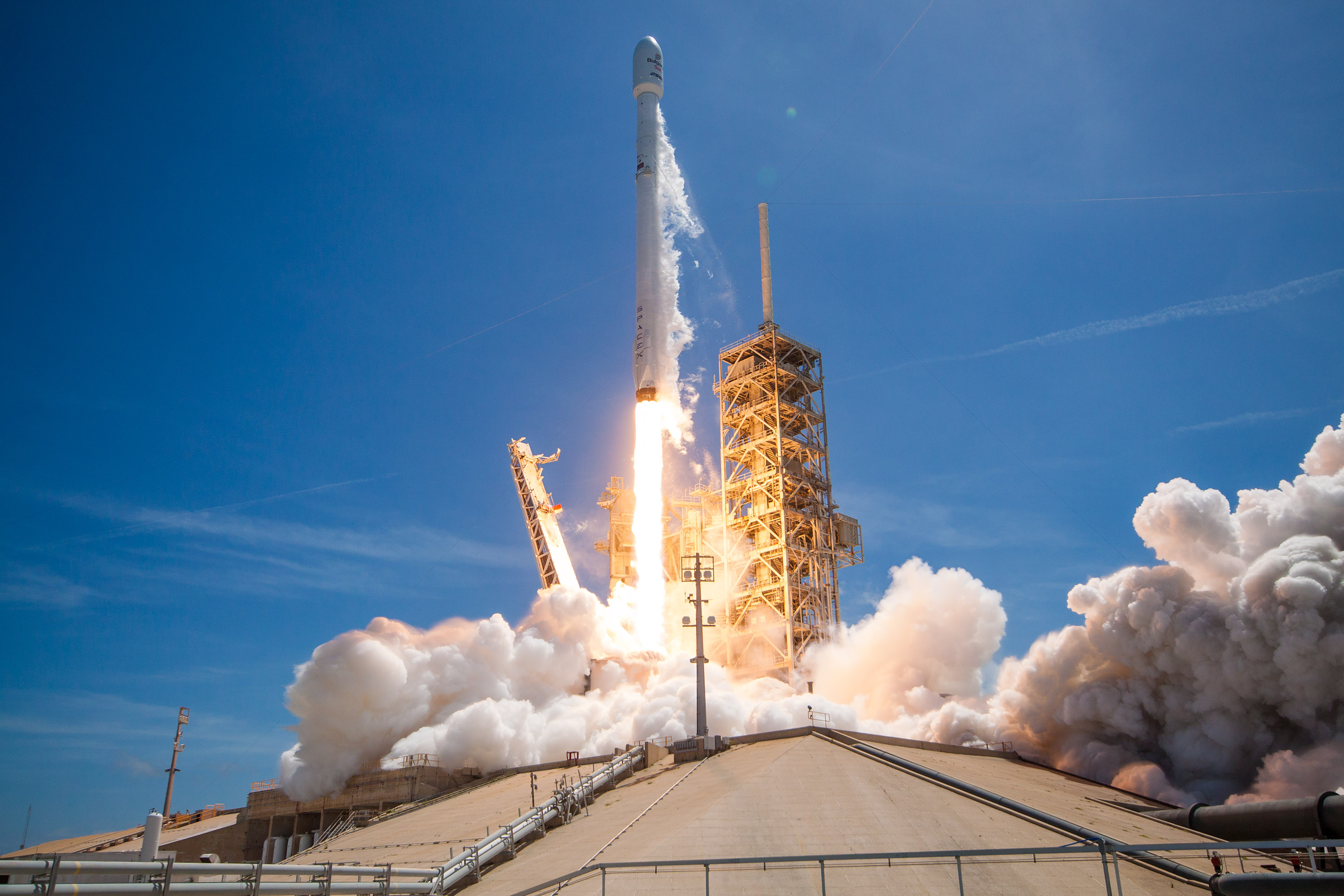
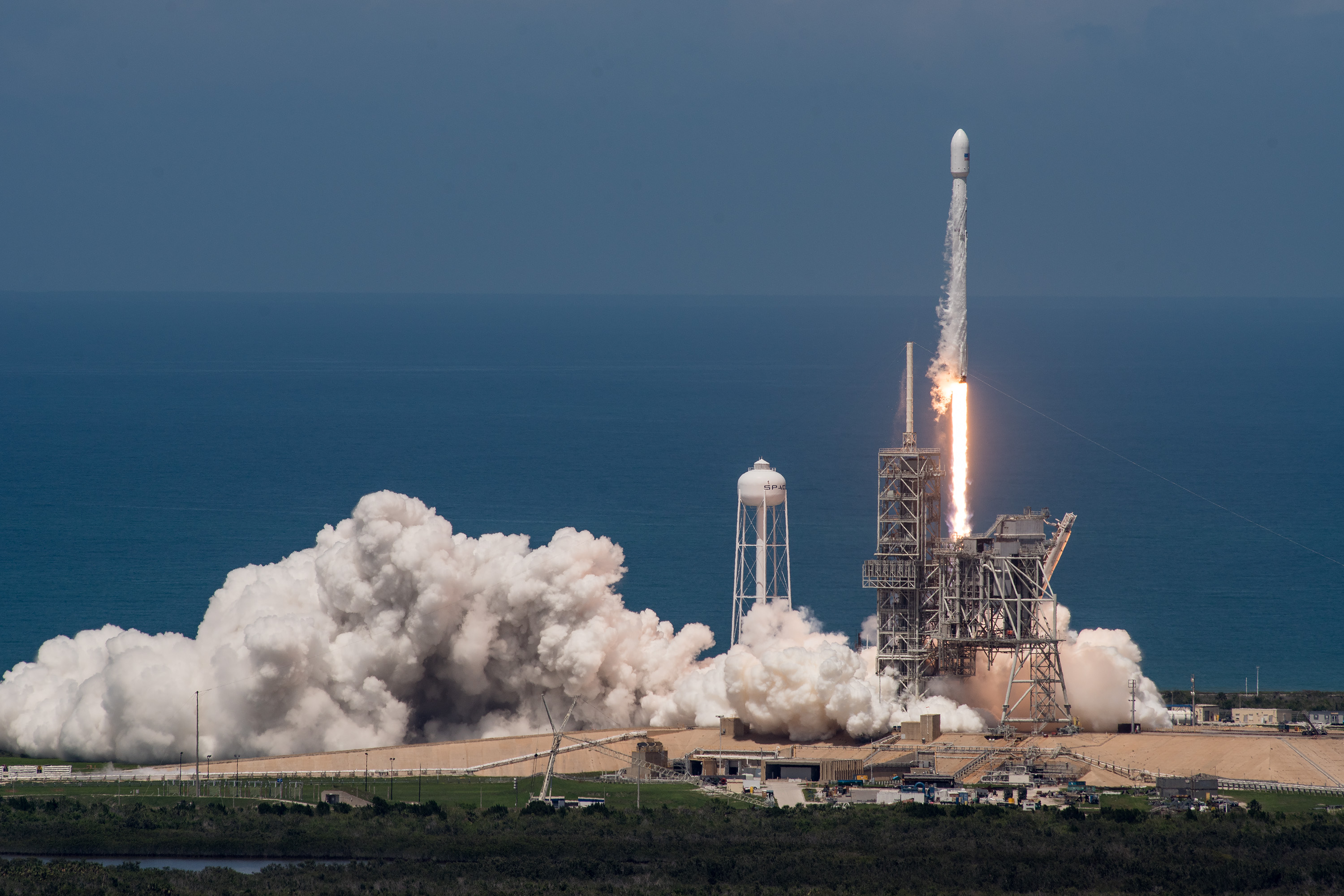